# Hapsidohedra ochlera
Hapsidohedra ochlera är en kräftdjursart som beskrevs av Wilson 1989. Hapsidohedra ochlera ingår i släktet Hapsidohedra och familjen Munnopsidae.
Artens utbredningsområde är Mexikanska golfen. Inga underarter finns listade i Catalogue of Life.